# 24121 Ахандран
24121 Ахандран (1999 VV33, 1998 QB21, 24121 Achandran) — астероїд головного поясу, відкритий 3 листопада 1999 року.
Тіссеранів параметр щодо Юпітера — 3,299.